# Herne (Engeland)
Herne is een dorp dicht bij de stad Canterbury in het graafschap Kent gelegen. Herne maakt deel uit van de civil parish Herne and Broomfield.

## Externe links

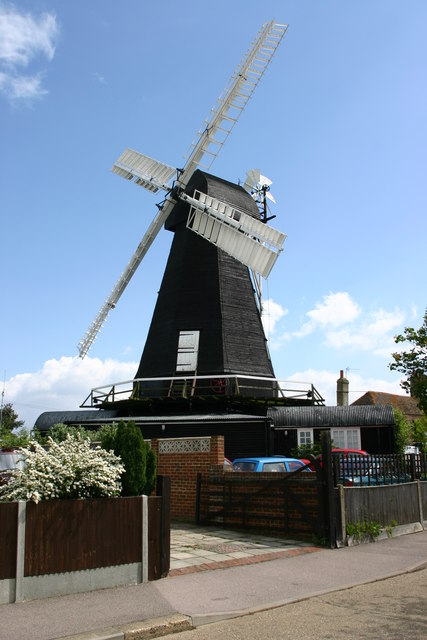
Windmolen in Herne